# Gà Sussex
Gà Sussex là một giống gà kiêm dụng thịt và trứng được nuôi phổ biến ở Anh và các nước châu Âu khác. Gà có nguồn gốc từ thành phố Sussex, chính vì vậy chúng mang tên thành phố này. Quê hương của chúng là vùng Sussex của nước Anh.

## Đặc điểm
Con đực có thể nặng tới 4.2 kg và con mái là 3.3 kg. Chúng phổ biến nặng 3.2 kg, cho thịt và trứng. Đặc điểm của giống gà này là những đốm trắng như tuyết trên bộ lông hung đỏ hoặc xám. Gà có hai màu lông vàng trắng và vàng nâu với những đốm đen ở cổ và đuôi, mồng đơn trung bình, vành tai đỏ, da và chân trắng. Gà mái trưởng thành nặng khoảng 2,5-2,8 kg, gà trống nặng khoảng 3-3,2 kg, gà màu trắng có tầm vóc nhỏ hơn gà màu vàng sẫm, thịt thơm ngon. Năng suất trứng tương đối cao 200–240 trứng/năm.
Gà susex được sử dụng làm dòng mái để lai tạo ra gà hướng trứng cao sản và sử dụng phương thức autosex. Được coi là thông minh có tiếng trong thế giới loài gà, loài gia cầm đến từ Anh quốc cũng thường có thói quen tranh giành vị trí “đàn anh” với những loài vật khác mà nuôi chung trong nhà. Tuy vậy, chúng thông minh và luôn quan sát các công việc hàng ngày của bạn một cách tỉ mỉ. Nói chung, đây là giống gà sống gần gũi và thích ở bên cạnh con người. 